# Bieliūniškės
Bieliūniškės – dawna wieś na Litwie, w okręgu uciańskim, w rejonie jezioroskim, w gminie Turmont.

## Historia
Miejscowość została wymieniona w polskim spisie ludności z 1921 roku jako wieś i zaścianek Bieluniszki, choć nie leżała w granicach Polski. Według tegoż spisu wieś zamieszkiwało 40 osób, 35 były wyznania rzymskokatolickiego a 5 staroobrzędowego. Jednocześnie wszyscy mieszkańcy zadeklarowali polską przynależność narodową. Wieś liczyła 7 budynków mieszkalnych. Zaścianek zamieszkiwało 15 osób, wszystkie były wyznania rzymskokatolickiego i zadeklarowały polską przynależność narodową. Zaścianek liczył 1 budynek mieszkalny. Litewski spis z 1923 roku podawał, że wieś liczyła 69 mieszkańców i obejmowała 11 budynków.
W 1959 roku wieś liczyła 52 mieszkańców, w 1970 roku – 38 mieszkańców. Miejscowość została zlikwidowana w 1986 roku.